# ラジェンドラ・ラージャ・ラクシュミー・デビー
ラジェンドラ・ラージャ・ラクシュミー・デビー（Rajendra Rajya Lakshmi Devi, 生年不詳 - 1785年7月13日）は、ネパール王国の君主プラタープ・シンハ・シャハの王妃。

## 生涯
時期は不明ながら、ネパール王プラタープ・シンハ・シャハと結婚した。王との間には、
1775年にラナ・バハドゥル・シャハをもうけた。それ以前にナゲンドラをもうけているが夭折している。
1777年11月、プラタープ・シンハが死亡し、幼い息子のラナ・バハドゥルが王位を継承すると、その摂政となった。だが、ベティヤーにいた王の叔父バハドゥル・シャハが帰国し、王母代わって摂政になった。
その後、重臣らの支持を受けた王母はバハドゥルを投獄したが、王師ガジ・ラージ・ミシュラの助言もあって数日のうちに釈放した。それでも2人の対立は深まり、今度はバハドゥルが王母を投獄したが、重臣らの反発を受けたため、王母を釈放してベティヤーに戻った。これらの争いは、1781年の二四諸国の攻撃に繋がった。
1785年7月13日、ラジェンドラは死去した。その死後、バハドゥルは帰国し、再び摂政となった。